# Сергий Павел
Луций Сергий Павел (на латински: Licius Sergius Paulus) e политик на Древен Рим през 1 век. Сергий Павел става християнин.

## Биография
Произлиза от фамилията Сергии. Той е проконсул на Кипър по времето на император Клавдий. Споменат е от апостол Павел в Посланието към римляните (Acts 13:6 – 13) между 56 – 58 г.
Сергий Павел е прародител на Луций Сергий Павел (суфектконсул ок. 94 г.) и Луций Сергий Павел (суфектконсул 151 г., редовен консул 168 г.), бащата на Сергия Павла, която се омъжва за Квинт Аниций Фауст (суфектконсул 198 г. и управител на провинция Горна Мизия 205 г.) и е майка на Квинт Аниций Фауст Павлин (* 180 г.), който става легат на Долна Мизия (229/230 или 230/232 г.).